# Daniel Chamier
Daniel Chamier  (1564 ou 1565 — 17 octobre 1621), est un pasteur français, professeur de théologie protestante, d'hébreu, de latin et de grec à l'académie protestante de Montauban et député du Dauphiné.

## Biographie
Daniel Chamier est le fils de Pierre (dit Adrien) Chamier, pasteur, et de Mlle Fournier d'Annonay, et le petit-fils de Gonet Chamier (1500-1575 environ), peintre religieux à Avignon. Il a fait ses humanités à Orange avant de poursuivre ses études à Nîmes. En 1583 il part pour l'Académie de Genève où il suit pendant deux ans les leçons de Théodore de Bèze et soutient deux thèses : La naissance du Christ, sa circoncision et son baptéme et Le nombre des sacrements de la nouvelle alliance. Pourtant, à son retour en France, le synode de sa province le recale, et c'est finalement le synode du Languedoc qui l'admet comme ministre du culte et l'affecte à l'église des Vans, qu'il quitte pour Aubenas.
En 1596, alors qu'il est pasteur de Montélimar, il est député par la province du Dauphiné au synode national de Saumur.
Il est connu pour avoir négocié l'édit de Nantes, dont il est l'un des rédacteurs (notamment des clauses secrètes) auprès d'Henri IV. Il a tenu un journal de son voyage à la cour du roi, régulièrement réédité.
Polémiste de premier plan, il n'hésita pas à dialoguer avec les jésuites célèbres de son temps (Coton en 1600 ; Gaultier en 1601) au cours de « disputes » très populaires, ou à affirmer que le pape était l'antéchrist annoncé par le livre biblique de l'Apocalypse.
Daniel Chamier tenta sans succès d'empêcher le déplacement à Die de l'Académie de Montélimar, où il était pasteur. C'est un échec, et il se résout à accepter l'appel de l'Académie de Montauban. Après le synode national de Privas (1612), il quitte Montélimar, où Jérémie Ferrier lui succède, pour se rendre à Montauban où on le réclame comme pasteur et où il réorganise l'Académie.
Daniel Chamier meurt le 17 octobre 1621 durant le siège de Montauban, tué par un boulet de canon.
« On ne peut qu'être surpris de voir que personne n'ait fait sa Vie. Il n'y a au monde que les François qui soient capables d'une telle négligence. Si Chamier étoit d'une autre nation, son histoire assez simple pour souffrir la reliure paraîtroit dans toutes les bibliothèques vu surtout qu'il laissa des fils qui furent de sa profession, & dont la postérité est encore dans le ministère. Il 'étoit pas moins dans son parti ministre d'État que ministre d'église. On ne vit jamais, un homme plus roide, plus inflexible, plus intraitable, par rapport aux artifices que la Cour mettoit en usage pour affoiblir les protestans. Ce fut, dit-on, lui qui desssa l'Édit de Nantes. »
— Pierre Bayle, Dictionnaire historique et critique, volume 2, Amsterdam, 1730, « Chamier », p. 132

## Famille
Parmi les descendants de Daniel Chamier, on compte Antoine Chamier, resté dans les mémoires pour avoir été arrêté par les dragons du roi, qui lui reprochaient d'appartenir au Camp de l'Éternel, un groupe de protestants armés. Il avait été torturé pendant trois jours avant de mourir le 11 septembre 1683 à Montélimar, sous les yeux de sa famille. Cet épisode préfigure directement la révocation de l'édit de Nantes. D'autres descendants se sont réfugiés en Suisse ou ont émigré en Angleterre, où ils ont activement participé de la communauté huguenote de Londres. C'est le cas de Daniel Chamier, 3e du nom (1661-1698), qui inaugurera le temple français de Leicester Fields, dont il restera le pasteur, ou encore Anthony Chamier, sous-secrétaire d'État et membre du parlement, mais aussi membre de la direction de l'hôpital La Providence, dédié aux réfugiés français.
Le joueur d'échecs Edward Chamier ou le romancier néo-zélandais George Chamier sont eux aussi des descendants de Daniel Chamier.
Enfin, l'acteur Daniel Craig et l'intellectuel Jean-Noël Lafargue  sont des descendants de Daniel Chamier.

## Publications
- Dispute de la vocation des ministres de l'Église réformée, La Rochelle, 1598
- Epistolae jesuiticae, Genève, 1599
- La Confusion des disputes papistes, 1600
- Disputatio scholastico-theologica de aecumenico pontifice, 1601
- La Honte de Babylone, Sedan, 1612
- La Jésuitomanie, Montauban, 1618